# Salomon Bochner
Salomon Bochner (n. 20 august 1899 – d. 2 mai 1982) a fost un matematician american de origine austro-ungară, cunoscut pentru rezultatele sale din domeniul analizei matematice, teoriei probabilităților și geometriei diferențiale.
De asemenea, a relevat utilitatea funcțiilor aproape periodice.
A construit integrala care îi poartă numele și a cărei generalizare a făcut-o matematicianul român Romulus Cristescu într-un spațiu liniar ordonat.
De ecuațiile lui Bochner s-a ocupat și Mihail Ghermănescu.

## Scrieri
- Lectures on Fourier integrals (1959)
- Intgeration von Funtionen deren Werte dine Elemente eines Vectorraumes (1933).

1. 1 2  MacTutor History of Mathematics archive, accesat în 22 august 2017
2. 1 2 3  Find a Grave, accesat în 27 octombrie 2020
3. 1 2 3  IdRef, accesat în 27 octombrie 2020
4. ↑  Salomon Bochner, Encyclopædia Britannica Online, accesat în 9 octombrie 2017
5. 1 2 3 4 5  Autoritatea BnF, accesat în 27 octombrie 2020
6. 1 2 3 4  MacTutor History of Mathematics archive
7. ↑  SNAC, accesat în 27 octombrie 2020
8. 1 2 3 4 5  Virtual International Authority File, accesat în 27 octombrie 2020
9. 1 2 3 4 5 6  „Salomon Bochner”, Gemeinsame Normdatei, accesat în 27 octombrie 2020
10. ↑  Czech National Authority Database, accesat în 27 octombrie 2020
11. ↑  CONOR.SI[*] Verificați valoarea |titlelink= (ajutor)
12. ↑  Genealogia matematicienilor, accesat în 27 octombrie 2020
13. ↑  The Academic Family Tree, accesat în 27 octombrie 2020
14. ↑   https://www.ams.org/prizes-awards/pabrowse.cgi?parent_id=28 Lipsește sau este vid: |title= (ajutor)
15. 1 2  , p. 17 http://www.nasonline.org/member-directory/deceased-members/20001749.html Lipsește sau este vid: |title= (ajutor)